# Re del Nepal
I Re del Nepal (in nepalese Mahārājdhirāja) dal 1768 (data di unificazione del paese) al 2008 (proclamazione della Repubblica del Nepal) sono stati i seguenti.

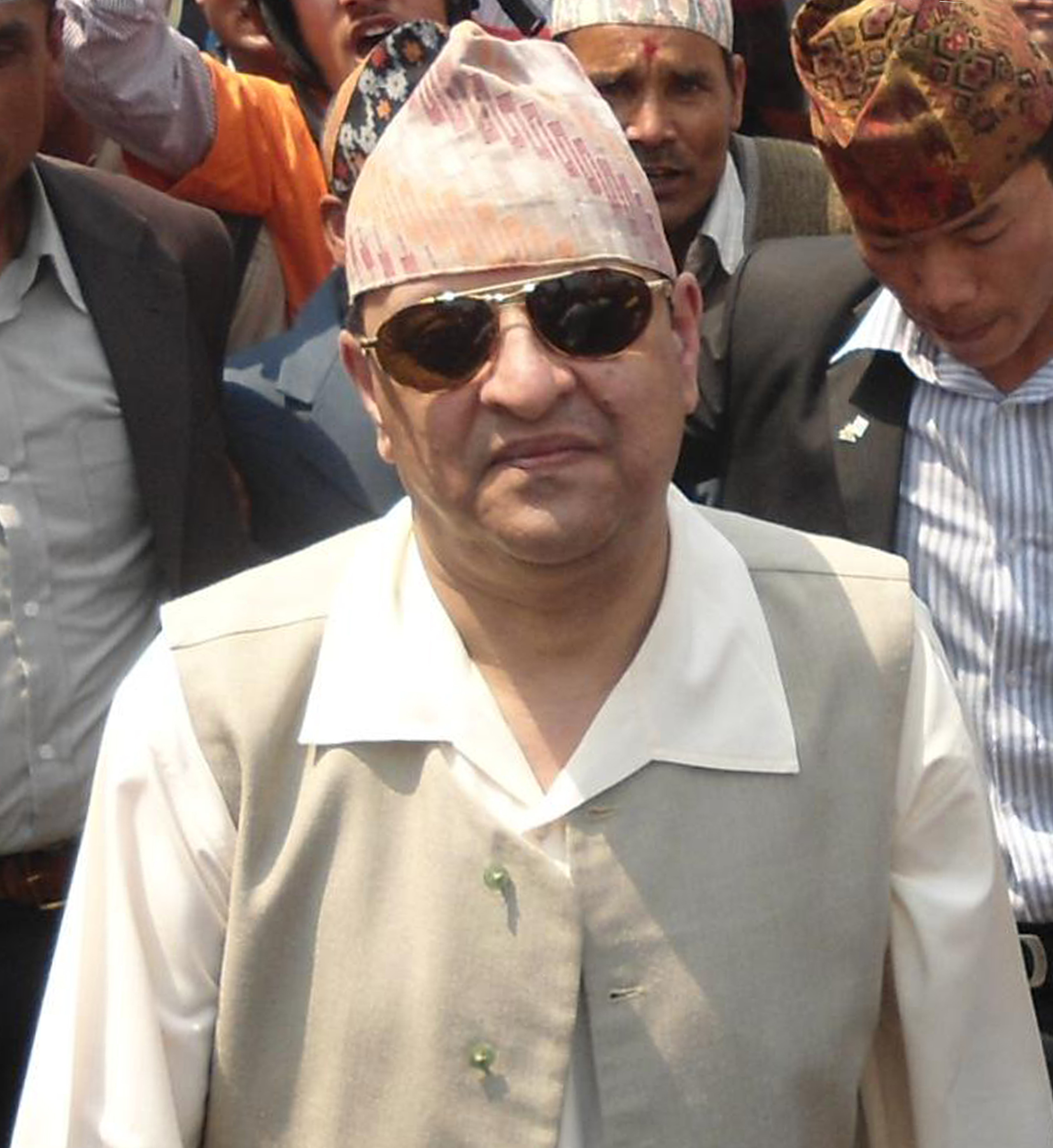
L'ultimo re del Nepal, Gyanendra.

## Lista
| №  | Sovrano         | Ritratto | Nascita          | Insediamento      | Deposizione     | Morte            | Note                              |
| -- | --------------- | -------- | ---------------- | ----------------- | --------------- | ---------------- | --------------------------------- |
| 1  | Prithvi Narayan |          | 27 dicembre 1722 | 25 settembre 1768 |                 | 11 gennaio 1775  | Già re di Gorkha dal 1742         |
| 2  | Pratap Singh    |          | 16 aprile 1751   | 11 gennaio 1775   |                 | 17 novembre 1777 |                                   |
| 3  | Rana Bahadur    |          | 25 maggio 1775   | 17 novembre 1777  | 8 marzo 1799    | 25 aprile 1806   | Assassinato                       |
| 4  | Girvan Yuddha   |          | 19 ottobre 1797  | 8 marzo 1799      |                 | 20 novembre 1816 |                                   |
| 5  | Rajendra        |          | 3 dicembre 1813  | 20 novembre 1816  |                 | 12 maggio 1847   |                                   |
| 6  | Surendra        |          | 20 ottobre 1829  | 12 maggio 1847    |                 | 17 maggio 1881   |                                   |
| 7  | Prithvi         |          | 8 agosto 1875    | 17 maggio 1881    |                 | 11 dicembre 1911 |                                   |
| 8  | Tribhuvan       |          | 30 giugno 1906   | 11 dicembre 1911  | 7 novembre 1950 | 13 marzo 1955    | 1ª volta                          |
| 9  | Gyanendra       |          | 7 luglio 1947    | 7 novembre 1950   | 7 gennaio 1951  | Vivente          | 1ª volta                          |
| 10 | Tribhuvan       |          | 30 giugno 1906   | 7 gennaio 1951    |                 | 13 marzo 1955    | 2ª volta                          |
| 11 | Mahendra        |          | 11 giugno 1920   | 14 marzo 1955     |                 | 31 gennaio 1972  |                                   |
| 12 | Birendra        |          | 28 dicembre 1945 | 31 gennaio 1972   |                 | 1º giugno 2001   | Assassinato                       |
| 13 | Dipendra        |          | 27 giugno 1971   | 1º giugno 2001    |                 | 4 giugno 2001    |                                   |
| 14 | Gyanendra       |          | 7 luglio 1947    | 4 giugno 2001     | 28 maggio 2008  | Vivente          | 2ª volta Nascita della repubblica |

## Cronologia

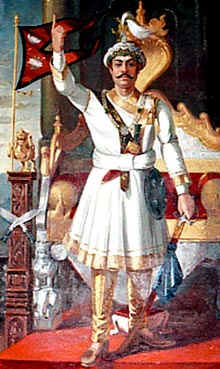
Ritratto di re Prithvi Narayan Shahdev del Nepal, che morì nel 1775

Il monarca era conosciuto in patria come Rāja (re), e la consorte come Rānī (regina). Il titolo ufficiale dei Sovrani del Nepal era Śrī Pañca Mahārājadhirāja («Cinque volte grande Re dei Re»).
Il primo re del Nepal moderno fu Prithvi Narayan Shah, che partendo dal regno di Gorkha riuscì a sottomettere i sovrani locali e a riunire il paese sotto la sua bandiera. La data dell'unificazione è considerata la presa della capitale Kathmandu durante la festa dell’Indra Jatra nel settembre 1768.
Gli ex sovrani nepalesi risultavano gli unici al mondo a professare ufficialmente l'induismo, fino al momento in cui il Nepal è divenuto uno Stato laico (18 maggio 2006). Attualmente, pur non esistendo più tale carica, la figura dell'ex sovrano è ancora vista dai gruppi più tradizionalisti come una manifestazione del dio Visnù.
Il 28 dicembre 2007 il parlamento nepalese ha approvato la transizione alla Repubblica, che è avvenuta definitivamente il 28 maggio 2008. In base all'emendamento alla Costituzione provvisoria del Nepal del 28 dicembre 2007, il Nepal è stato dichiarato una Repubblica federale dall'assemblea Costituente in data 28 maggio 2008.